# Монивид, Войтех Янович
Во́йтех Я́нович Мониви́д (ок. 1430 — 1475) — государственный деятель Великого княжества Литовского, сын Ивана Монивидовича. Каштелян виленский с 1465 года, одновременно воевода новогрудский с 1471 года и подстолий литовский в 1475 году. 
Последний представитель рода Монивидовичей. После его смерти обширные владения рода были разделены между его сёстрами: Ядвигой (женой Олехны Судимонтовича) и Софией (женой Николая Радзивилловича).